# الجامعة الوطنية للتربية البدنية والرياضة في أوكرانيا
الجامعة الوطنية للتربية البدنية والرياضة في أوكرانيا مؤسسة تعليم عالي أوكرانية، (بالأوكرانية: Націона́льний університе́т фізи́чного вихова́ння і спо́рту Украї́ни) هي جامعة تقع في كييف عاصمة أوكرانيا. أُسِّسَت هذه الجامعة في سنة 1930

## تاريخ الجامعة
اُفتتحت الجامعة في عام 1930 لتكون المعهد الوطني للتربية البدنية لأوكرانيا في مدينة خاركيف. وفي عام 1944 نُقِل المعهد إلى كييف وتغير اسمه إلى معهد كييف الحكومي للتربية البدنية.[بحاجة لمصدر]
بعد استقلال أوكرانيا في عام 1995 أُعيد تنظيم الجامعة في جامعة كييف الوطنية للتربية البدنية، والتي اكتسبت في عام 1998 مكانةً وطنية واعتمدت مسمى الجامعة الوطنية للتربية البدنية والرياضة في أوكرانيا.

## مبنى الجامعة
يضم مبنى الجامعة أربع كليّات وفرع واحد في إيفانو-فرانكيفسك:
- كلية التدريب
- كلية الرياضة والإدارة
- كلية الصحة والتربية البدنية والسياحة
- الكلية الخارجية تعليم عن بعد
- كلية إيفانو فرانكيفسك للتربية البدنية

## المرافق الرياضية والمرافق المساندة
- مرافق التجديف في دنيبر
- مرافق ركوب الدراجات والتزلج في منتزه هولوسيف.
- مجمع الأنشطة الرياضية (أوليمب)
  - بركة سباحة بستة مسارات وطول (25×12 متر).
  - حماميّ سباحة للأطفال (13.6×208 متر و 5.7×2.8 متر)
- مركز اللياقة البدنية "Olimpiysky styl" (النمط الأولمبي).
- مركز الصدمات الرياضية
- المركز الدولي للأبحاث الأولمبية والتعليم
- معهد الأبحاث
- المكتبة